# Willy Favre
Willy Favre (n. 24 septembrie 1943, Ormont-Dessus, cantonul Vaud, Elveția – d. 19 decembrie 1986, Ormont-Dessus, cantonul Vaud, Elveția) a fost un schior alpin ce a reprezentat Elveția, medaliat olimpic. A participat la o ediție a Jocurilor Olimpice (1968) în care a câștigat o medalie de argint.

## Participări
Lista de mai jos prezintă principalele competiții la care a participat Willy Favre de-a lungul carierei.
- ski alpin aux Jeux olympiques d'hiver de 1968 – slalom géant hommes[*]